# Drapetis acuminata
Drapetis acuminata är en tvåvingeart som beskrevs av Smith 1962. Drapetis acuminata ingår i släktet Drapetis och familjen puckeldansflugor. Inga underarter finns listade i Catalogue of Life.